# Этеридж, Мелисса
Мелисса Лу Этеридж (англ. Melissa Lou Etheridge, род. 29 мая 1961) — американская рок-певица, обладательница премий «Оскар» и «Грэмми», борец за права сексуальных меньшинств. Составляющие её успеха — бескомпромиссная исповедальность текстов, мелодичный фолк-рок и хрипловатый вокал.

## Биография
Дебютный альбом, вышедший в 1988 г., заставил критиков сравнить Мелиссу с такими классиками жанра, как Брюс Спрингстин и Джон Мелленкэмп. В том же году она была впервые приглашена выступить на церемонии вручения «Грэмми».
В последующие годы журналисты непрестанно докучали певице вопросами о её сексуальной ориентации, так что она решилась на coming out, назвав свой очередной альбом «Yes I Am» («Да, это действительно так»). В течение первого года после релиза (сентябрь 1993) диск был распродан в США тиражом в шесть миллионов копий и принес ей «Грэмми» как лучшей рок-вокалистке. Выпущенная отдельным синглом песня «I’m the Only One» стала самым большим хитом за её карьеру.
В 2004 году Этеридж победила рак груди.
В 2007 году Этеридж была присуждена премия «Оскар» за песню к документальному фильму Альберта Гора о необходимости борьбы с глобальным потеплением. Глядя на статуэтку, она сострила, что это будет единственный обнажённый мужчина в её спальне.

## Личная жизнь
С 1990 по 2000 год Этеридж состояла в отношениях с кинорежиссёром Джули Сайфер. С помощью донора спермы, которым выступил участник рок-группы «The Byrds» Дэвид Кросби, Сайфер родила двоих детей — дочь Бэйли Джин Сайфер (род. 10 февраля 1997) и сына Бекетта Сайфера (18 ноября 1998 — 13 мая 2020), которых Этеридж усыновила. Их сын, 21-летний Бекетт Сайфер, скончался 13 мая 2020 года от передозировки опиоидом.  
С 2002 по 2010 год Этеридж состояла в отношениях с актрисой Тэмми Линн Майклз. В этих отношениях у Этеридж родились дети-близнецы — сын Миллер Стивен Этеридж и дочь Джонни Роуз Этеридж (род. 17 октября 2006). Биологической матерью детей является Майклз, которая забеременела с помощью анонимного донора спермы.
С 31 мая 2014 года Этеридж жената на актрисе Линде Уоллем, с которой она встречалась 4 года до их свадьбы.

## Дискография
Дискография Melissa Etheridge
- 1988: Melissa Etheridge
- 1989: Brave and Crazy
- 1992: Never Enough
- 1993: Yes I Am
- 1995: Your Little Secret
- 1999: Breakdown
- 2001: Skin
- 2004: Lucky
- 2007: The Awakening
- 2008: A New Thought For Christmas
- 2010: Fearless Love
- 2012: 4th Street Feeling
- 2014: This Is M.E.
- 2016: MEmphis Rock and Soul
- 2019: The Medicine Show
- 2021: One Way Out